# Jan Janowski (artysta)
Jan Janowski, pseud. Jana albo Junou (ur. 12 sierpnia 1950 w Katowicach, zm. 2 kwietnia 1996) – polski muzyk bluesowy, kompozytor, autor tekstów, plastyk, konserwator zabytków.

## Życiorys
Wywodzi się ze śląskiego środowiska bluesowego. Na przełomie lat 60. i 70. wszedł w skład amatorskiego zespołu Riff Blues Band, działającego przy katowickim Liceum Plastycznym. Muzycy grupy byli pod wpływem dokonań Johna Mayalla.
Pierwszy własny zespół Janowski założył w 1972 roku będąc studentem WSP UMK w Toruniu. Był to Junou Blues Band, w którego skład wchodzili: Jan Janowski (śpiew, harmonijka ustna, grzebień), Mirosław Czerniawski (gitara), Adam Pawłowski (gitara basowa), Janusz Domański (perkusja). Grupa wystąpiła na festiwalu Jazz nad Odrą’72 we Wrocławiu. Po jej rozwiązaniu powstał nowy skład Junou Blues Band składający się głównie ze studentów UMK – Jan Janowski (śpiew, harmonijka ustna), Janusz Popławski (gitara basowa), Zbigniew Antczak (gitara), Jan Lutkiewicz – „Lucek” (perkusja). Zespół istniał w latach 1973–1975. Po 1975 roku bluesman zdecydował się na występy solowe, łącząc muzykę z formami parateatralnymi.
W październiku 1977 roku wraz z Ireneuszem Dudkiem (śpiew, harmonijka ustna, skrzypce) założył duet Irjan. Wiosną 1978 r. dołączył basista Andrzej Nowicki. Obowiązki managera grupy pełnił poznański dziennikarz Krzysztof Wodniczak. Zespół zjechał liczne festiwale i kluby studenckie w całej Polsce. Pojawił się na takich imprezach jak, m.in. Pop Session, Folk – Blues Meeting, Jesień z Bluesem, Festiwal Kultury Studentów, czy Muzyczny Camping w Lubaniu. Ponadto poprzedzał zespoły Mungo Jerry i The Rubettes podczas ich tras koncertowych po Polsce. Dla tego zespołu Janowski skomponował m.in. utwory: Maleńka posłuchaj (sł. M. Zembaty), Wiatr się na jesionie wietrzy (do słów J. Harasymowicza), Dokąd niosą mnie moje nogi, Ballada o paproci.
We wrześniu 1979 roku muzyk opuścił Irjan i grał w duetach z gitarzystą Andrzejem Urnym, skrzypkiem Jakubem Świderskim i flecistą Ryszardem Wójtowiczem, a następnie w trio ze Świderskim i Wójtowiczem. Podczas V Jazzu w Kocyndrze '80 wystąpił w kwartecie, a towarzyszyli mu: Urny, Wójtowicz i Roman Kalarus (gitara basowa). Rok później wystąpił na tej samej imprezie z formacją Jan Janowski All Stars Band w której grali: Jacek Gazda (gitara basowa), R. Wójtowicz (flet, fortepian), Krystian Kimel (perkusja). Repertuar w dużej mierze oparty był na kompozycjach własnych. Zespół kończył każdy z tych koncertów kompozycją Mayalla, pt. Room To Move.
W lutym 1982 roku Janowski wraz z Markiem „Blupo” Putowskim (śpiew, gitara) założył duet Junou-Blupo. Muzykom towarzyszył Jan Borkowski (instrumenty perkusyjne). 6 stycznia 1984 roku wystąpił jako solista ze swoim mini-recitalem w programie telewizyjnym pt. Muzyczne Forum Ireneusza Dudka. Zaśpiewał piosenki: Junou Blues, Czyja to wina, Ostatnia stówa, Gdy przyjdzie bomba. Janowski był wielokrotnym gościem Campingu Muzycznego w Brodnicy, występował na Rawie Blues w Katowicach i Rockowisku w Łodzi. Oprócz własnych tekstów Janowski śpiewał, m.in. teksty:  Macieja Zembatego (Maleńka posłuchaj, Dziś twoje na wierzchu), Marka Putowskiego (Gdy przyjdzie bomba, Czyja to wina), Elżbiety Kalarus (Junou Blues), Jerzego Harasymowicza (Wiatr się na jesionie wietrzy), Bogdana Bierwiaczonka (Stówa), a także Tadeusza Urgacza, Andrzeja Nowickiego, Krzysztofa Daukszewicza oraz Czesława Miłosza.
Encyklopedia Muzyki Popularnej. Blues w Polsce, autorstwa Marka Jakubowskiego i Mariusza Szalbierza podaje, że Jan Janowski jest autorem 56 kompozycji. Jedynie piosenka Dokąd niosą mnie moje nogi doczekała się fonograficznej edycji na składance pt. Antologia Polskiego Bluesa cz. 2 (2009). W 1988 roku domowe jam session z udziałem Janowskiego nagrał radomski artysta plastyk Janusz Popławski, basista, niegdyś członek Junou Blues Bandu.
W latach 90. XX w. Janowski występował sporadycznie, m.in. na Toruń Blues Meeting '90, ponieważ swój czas poświęcił na renowację i konserwację zabytków. Z tego powodu kilka lat spędził na Węgrzech, odrestaurowując z ekipą konserwatorów Przybycie Węgrów, autorstwa Árpáda Feszty'ego. W tym też okresie powstały jego prace figuratywne: Autoportret, Portret żony, Portret syna. Swój dorobek plastyczny, wzbogacony ścieżką dźwiękową prezentował w  Szegedzie. Po powrocie do kraju wystąpił na imprezie Toruń Blues Meeting (11.1995) i w katowickiej Tele 3 (wiosna 1996).
Zmarł nagle, rankiem 2 kwietnia 1996 roku. 22 czerwca tego samego roku, w Galerii Obok tyskiego Teatru Małego otwarto pośmiertną wystawę rysunku, grafiki i pasteli Jana Janowskiego. Wówczas zadebiutował bratanek muzyka Zbigniew Janowski, wykonując jego repertuar.

## Dyskografia

### Kompilacje
- Antologia Polskiego Bluesa, cz. 2 (4evermusic, 2009)[3]